# Serguéi Kusevitski
Serguéi Aleksándrovich Kusevitski (en ruso: Сергей Александрович Кусевицкий; 26 de julio de 1874 - 4 de junio de 1951) fue un director de orquesta y contrabajista nacido en Rusia, conocido principalmente por su largo período como director musical de la Orquesta Sinfónica de Boston entre 1924 y 1949. Su nombre puede encontrarse transliterado como Sergéi o Serge y su apellido como Koussevitzky, Koussevitsky o Kussevitzky.

## Biografía y carrera
Kusevitski nació en una familia judía y pasó su niñez en Vyshni Volochok, en la gobernación de Tver, pueblo situado a unos 250 km al noroeste de Moscú. Sus padres eran músicos profesionales que le iniciaron en el violín, violonchelo y piano. A los 14 años recibió una beca en el Instituto Músico-Dramático de Moscú para estudiar contrabajo y teoría musical. Llegó a dominar muy bien el contrabajo, uniéndose a la Orquesta del Teatro Bolshói a los veinte años y sucediendo a su maestro como contrabajista principal a los veintisiete. En 1901, hizo su debut como solista en Moscú y ganó la ovación de los críticos por su primer recital en Berlín en 1903. Es autor de un popular Concierto para contrabajo compuesto en 1902, aunque parece ser que más bien fue compuesto por Reinhold Glière con la colaboración de Kusevitski (como mínimo los dos primeros movimientos). Kusevitski se casó en 1905 con Natalie Ushkov, hija de un rico comerciante, y se trasladó a Alemania.
En 1908, Kusevitski hizo su debut profesional como director de orquesta, alquilando y dirigiendo un concierto con la Orquesta Filarmónica de Berlín. Al año siguiente, fundó su propia orquesta en Moscú y se lanzó al negocio de la edición de música, creando su propia compañía y comprando los catálogos de los compositores más destacados de su tiempo. Entre 1909 y 1920, se forjó una reputación como brillante director en Europa. Después de la Revolución Rusa de 1917, regresó a su patria por un breve lapso de tiempo para dirigir la Orquesta Sinfónica Estatal de Petrogrado; en 1920, se estableció en París, donde organizó los «Conciertos Kusevitski», presentando obras nuevas de Prokófiev, Stravinski y Ravel. En 1924, se trasladó a los Estados Unidos, obteniendo la nacionalidad en 1941.
Fue nombrado director de la Orquesta Sinfónica de Boston en 1924, comenzando una edad dorada para el conjunto que duró hasta 1949. En los siguientes veinticinco años continuó desarrollando la reputación del conjunto para convertirlo en una de las «Big Five» (las cinco grandes orquestas líderes en EE. UU.) y desarrollando programas de conciertos y cursos de verano en Tanglewood. Con la Sinfónica de Boston hizo numerosas grabaciones, algunas de las cuales están actualmente disponibles en CD (entre los estrenos grabados de Kusevitski está la Sinfonía n.º 7 de Sibelius). Muchas de sus grabaciones han sido muy bien recibidas por los críticos. Entre sus alumnos y protegidos más distinguidos figuran Leonard Bernstein y Sarah Caldwell. 
En 1922, Kusevitski encargó a Maurice Ravel el que sería uno de los mejores y más populares ejemplos de orquestación del repertorio, la transcripción de la suite para piano Cuadros de una exposición (1874) de Modest Músorgski. Fue estrenada por la Sinfónica de Boston en 1923, y rápidamente se convirtió en la orquestación más famosa y celebrada que se haya realizado. El director Arturo Toscanini, que aparentemente no tenía gran entusiasmo por la música rusa del siglo XIX, consideró la versión de Músorgski-Ravel como el mejor ejemplo de orquestación jamás realizado, dirigiendo y grabando la obra. Kusevitski mantuvo los derechos de esta versión durante muchos años, pero tras su muerte prácticamente todo director célebre la ha grabado y aparecen constantemente nuevas grabaciones.
Kusevitski siempre dio un gran apoyo a la música contemporánea, encargando muchas obras a destacados compositores. Para el cincuentenario de la Orquesta Sinfónica de Boston encargó el Concierto para piano de Ravel, la Segunda rapsodia de Gershwin, la Sinfonía n.º 4 de Prokófiev (que luego fue revisada por el compositor), la Música Concertante para cuerdas y metales de Hindemith, el Concierto para Orquesta de Béla Bartók y la Sinfonía de los salmos de Ígor Stravinski, además de obras de Roussel y Hanson. Gran defensor de la música de Jean Sibelius, fue uno de los responsables de la gran popularidad de este compositor en los Estados Unidos. Le encargó una composición, su Sinfonía n.º 8, que nunca llegó a terminar de componer.
En 1942, creó la Fundación Koussevitzki para encargar e interpretar nuevas composiciones, entre ellas la ópera Peter Grimes de Britten, el Concierto para orquesta de Béla Bartók, la Sinfonía n.º 3 de Copland y la Sinfonía Turangalila de Messiaen. La viuda de Kusevitski cedió a su muerte su contrabajo Amati a Gary Karr, un reconocido solista de contrabajo contemporáneo.
| Predecesor: Hugo Warlich   | Directores Musicales, Orquesta Filarmónica de San Petersburgo 1917-1920 | Sucesor: Emil Cooper   |
| Predecesor: Pierre Monteux | Directores Musicales, Orquesta Sinfónica de Boston 1924-1949            | Sucesor: Charles Munch |

## Estrenos notables

### En concierto
- Aleksandr Skriabin, Prometeo: Poema de fuego, Moscú, 2 de marzo de 1911.
- Orquestación de Ravel de Cuadros de una exposición de Músorgski, París, 19 de octubre de 1922.
- Serguéi Prokófiev, Concierto para violín nº 1 con Marcel Darrieux como solista, París, 18 de octubre de 1923.
- Serguéi Prokófiev, Sinfonía nº 2, Paris, 6 de junio de 1925.
- Serguéi Prokófiev, Sinfonía nº 4, Boston, 14 de noviembre de 1930.
- George Gershwin, Second Rhapsody, Orquesta Sinfónica de Boston, Symphony Hall, Boston, 29 de enero de 1932.
- Béla Bartók, Concierto para orquesta, Orquesta Sinfónica de Boston, Carnegie Hall, Nueva York, 1 de diciembre de 1944.
- Samuel Barber, Knoxville: Summer of 1915, Eleanor Steber como solista, Orquesta Sinfónica de Boston, 1948.

### En disco
- Jean Sibelius, Sinfonía n.º 7, BBC Symphony Orchestra, HMV, Londres, 1933.
- Roy Harris, Sinfonía n.º 3, Boston Symphony Orchestra, 1939.
- Berlioz, Harold en Italia con William Primrose como solista, 1946.